# Kristianstad Arena
Kristianstad Arena – hala widowiskowo-sportowa w Kristianstad, w Szwecji. Została otwarta w październiku 2010 roku. Może pomieścić 4700 widzów. Swoje spotkania rozgrywają na niej piłkarze ręczni klubu IFK Kristianstad.
Rada Miasta decyzję o budowie hali podjęła w listopadzie 2008 roku. Symbolicznego pierwszego wbicia łopaty dokonano 26 lutego 2009 roku, a inauguracja areny miała miejsce w dniach 15–17 października 2010 roku. Obiekt wybudowano tuż przy starej hali sportowej z 1964 roku (obie hale są ze sobą połączone).
Obiekt był m.in. jedną z aren mistrzostw świata w piłce ręcznej w 2011 roku oraz mistrzostw Europy w piłce ręcznej kobiet w 2016 roku.